# Shock art

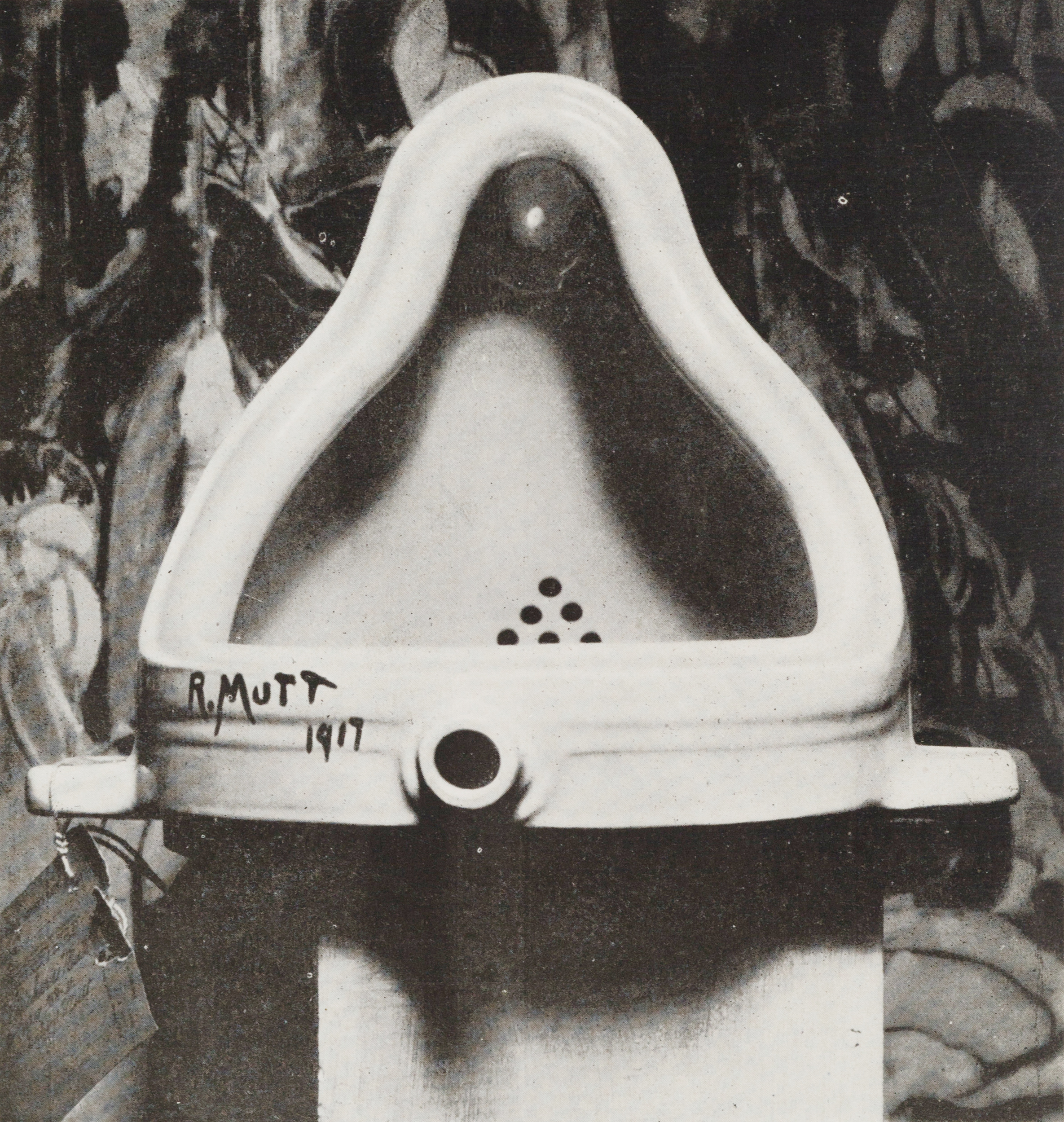
Fountain (1917), de Marcel Duchamp, "pionero del arte de choque".

El Shock art, arte de impacto, arte de choque o arte del shock es un tipo de arte contemporáneo que incorpora elementos visuales como imágenes, sonidos u olores perturbadores para crear una experiencia impactante. Es definido como una forma de molestar a la gente "engreída, complaciente e hipócrita".
Si bien los defensores de esta forma de arte argumentan que está «impregnada de comentarios sociales» y los críticos la descartan como «contaminación cultural», es un arte cada vez más comercializable, descrito por un crítico de arte en 2001 como: «el tipo de arte más seguro que un artista puede hace y entrar en el negocio hoy».  Si bien el Shock art puede atraer a curadores y aparecer en los titulares, según la reseña de The Art Newspaper realizada por la revista Reason en 2007, sugirió que las exposiciones de arte tradicionales siguen teniendo un atractivo más popular.

## Historia
Si bien el movimiento se ha vuelto cada vez más común, las raíces del arte de choque están profundamente arraigadas en la historia del arte; el curador de la Royal Academy, Norman Rosenthal, señaló en el catálogo de la exposición de "Shock art" Sensation en 1997 que los artistas siempre se han dedicado a conquistar «un territorio que hasta ahora ha sido tabú».
En China se experimentó un activo movimiento de «arte de choque» tras las protestas de la Plaza de Tiananmen de 1989, y aquella invasión y experimentación con tabúes, llevó al Ministerio de Cultura de China a intentar tomar duras medidas contra esta forma de arte,prohibiendo de esa manera, el uso de cadáveres o partes del cuerpo en el arte.
De manera similar, el filósofo Stephen Hicks describe el arte del shock como la conclusión inevitable de las tendencias iniciadas en el movimiento artístico modernista de finales del siglo XIX.
Tradicionalmente, el arte solía ser una representación de la realidad y una celebración de la belleza humana o natural, pero a finales del siglo XIX los modernistas comenzaron a cuestionar los límites de lo que constituía el arte: «Los primeros modernistas de finales del siglo siglo XIX se propusieron sistemáticamente el proyecto de aislar todos los elementos del arte y eliminarlos o hacerles frente», a menudo retratando el mundo como «fracturado, decadente, horroroso, deprimente", vacío y, en última instancia, ininteligible».
El "abuelo" de esta tendencia fue Marcel Duchamp con su obra Fuente de 1916, que consistía en un urinario que firmó y presentó a una exposición de arte. Obras similares que rompieron con tradiciones estéticas pasadas incluyeron El grito (1893) de Edvard Munch o Les Demoiselles d'Avignon (1907) de Pablo Picasso.
Una tendencia desarrollándose en paralelo, fue el "reduccionismo": enfatizar los elementos básicos del arte, como los colores o las formas, a menudo de una manera que minimiza la necesidad de habilidad artística. Hicks cita Blanco sobre blanco (1918) de Kazimir Malevich.
Una tendencia posterior, fue también utilizar el arte como comentario irónico o kitsch: "si tradicionalmente el objeto de arte es un artefacto especial y único, entonces podemos eliminar el estatus especial del objeto de arte haciendo obras de arte que sean reproducciones de objetos terriblemente ordinarios", como en el caso de la fábrica de Andy Warhol, quién producía serigrafías de productos de consumo.
Con un giro hacia el arte posmoderno en las décadas de 1970 y 1980, aparece una preocupación por la política, el sexo y la escatología, como en Piss Christ (1987) de Andrés Serrano y el músico de performance punk rock GG Allin, quien se hizo famoso por defecar en el escenario. "Hemos llegado a un callejón sin salida: desde Piss on art de Duchamp a principios de siglo hasta Shit on you de Allin al final, ese no es un avance significativo en el transcurso de un siglo".
En 1998, John Windsor en The Independent dijo que el trabajo de los Young British Artists parecía manso en comparación con el "arte de choque" de la década de 1970, incluidas las "violaciones pervertidas" en la Galería Nicholas Treadwell, entre las que se encontraba "un ahorcado con camisa de fuerza de cuero anatómicamente detallada, completa y hasta con genitales", titulada Pink Crucifixion, de Mandy Havers.
En Estados Unidos, en 2008 se llevó a juicio un caso para determinar si las películas fetichistas de Ira Isaacs constituyen arte de shock, como afirma el director o una obscenidad ilegal.

## Ejemplos notables

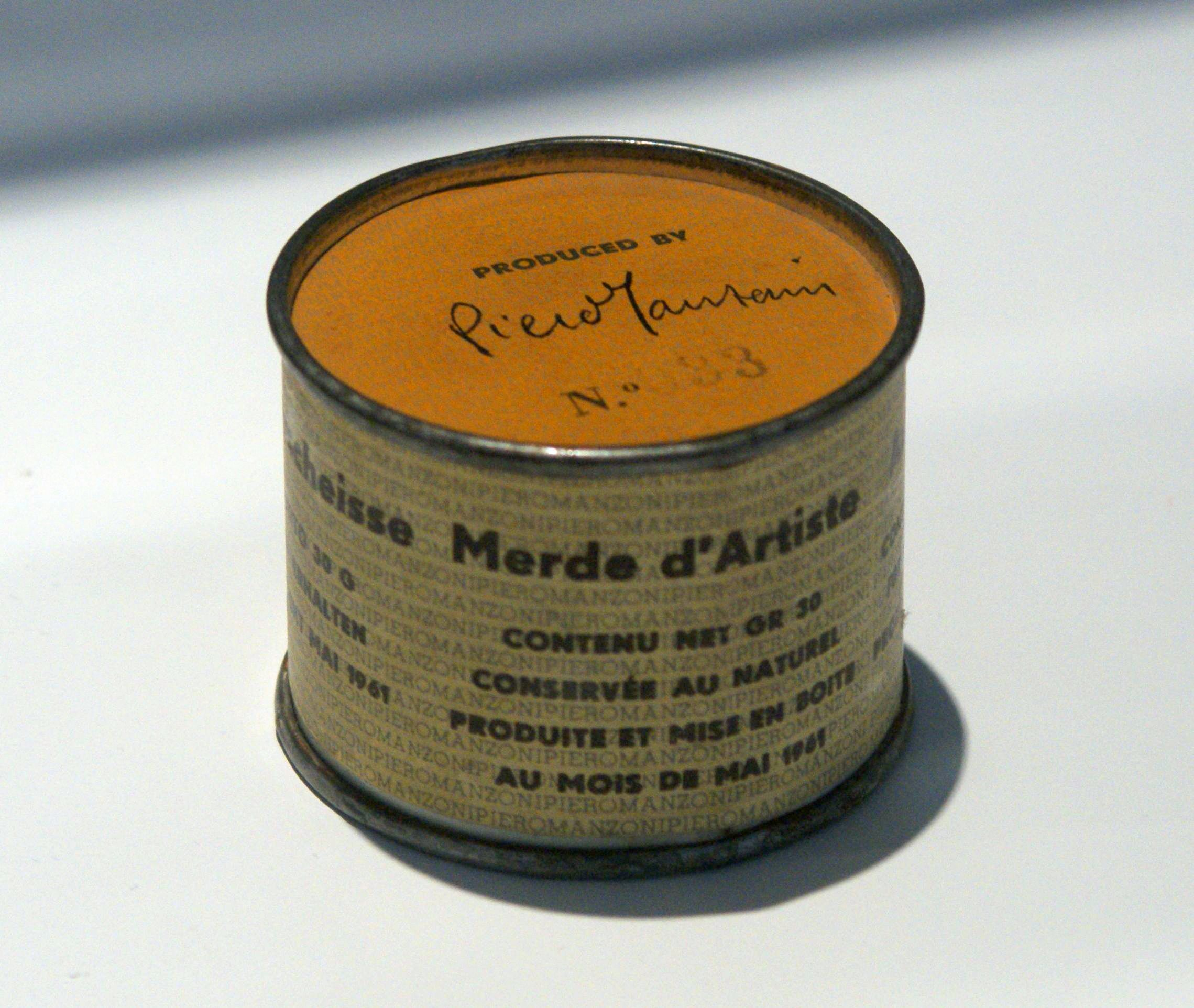
Piero Manzoni - Merda D'artista (1961)

- Fountain, un urinario expuesto por Marcel Duchamp, pionero de la forma, en 1917.[1] En 2004, Fountain fue seleccionada en una encuesta entre 500 artistas y críticos como "la obra de arte moderno más influyente".[12]
- Artist's Shit, una obra de arte de 1961 de Piero Manzoni, consta de 90 latas, cada una llena con 30 gramos (1,1 oz) de las heces de Manzoni. Una lata se vendió por 124.000 € en Sotheby's el 23 de mayo de 2007,[13] y la lata Nº 54 se vendió en Christies por 182.500 libras esterlinas el 16 de octubre de 2015.[14]
- Orgies of Mystery Theatre, de Hermann Nitsch, un despliegue de música y danza en medio de "cadáveres de animales desmembrados", en el Simposio sobre destrucción en el arte de 1966.[1]
- Shoot, una pieza escénica de 1971 de Chris Burden en donde un amigo le disparó en el brazo con una pistola calibre .22 desde una distancia de 3,5 metros (11,5 pies) .[15]
- 'The Dinner Party, una exposición de 1979 de Judy Chicago en la que los cubiertos de mesa están dispuestos como para una cena de mujeres famosas. La pieza fue controvertida y etiquetada como arte impactante debido a su inclusión de "mariposas" icónicas en cada entorno representativo de la vulva .[16][17]
- Piss Christ, 1987, de Andrés Serrano una fotografía de un crucifijo sumergido en la propia orina del artista.[18]
- El artista Rick Gibson hizo un par de aretes con fetos humanos liofilizados (Human Earring, 1987),[19] y se comió un testículo humano (A Cannibal in Vancouver, 1989)[20][21] y propuso hacer un díptico con una rata aplastada (Sniffy the Rat, 1990).[22][23]
- La imposibilidad física de la muerte en la mente de alguien vivo (1991), un tiburón tigre muerto conservado en un tanque de formaldehído de vidrio y acero por Damien Hirst, ha sido agrupado en la categoría de arte de choque,[18] pero también criticado como poco original producto de "tácticas de choque" y no de "arte real".[24]
- 12 metros cuadrados, una exhibición de arte escénico de 1994 realizada por Zhang Huan en Beijing en la que Huan "enjabonó su cuerpo desnudo con miel y aceite de pescado" y se expuso a "enjambres de moscas e insectos".[5]
- En 1996, Gottfried Helnwein pintó la Adoración de los Magos con Adolf Hitler como el Niño Jesús,[25]que se exhibió en el Museo Estatal Ruso de San Petersburgo, la Legión de Honor, los Museos de Bellas Artes de San Francisco, el Museo de Arte de Denver, Museo Ludwig y otros.
- Myra (1995), un retrato de la asesina Myra Hindley construido con huellas de manos de niños, por Marcus Harvey .[1]
- La Santísima Virgen María, una Virgen María negra, con estiércol de elefante, ante un fondo de pornografía, de Chris Ofili .[3]
- My Bed, una obra de 1998 de Tracey Emin que consiste en la cama de la artista cubierta con sábanas sucias y rodeada de escombros, incluida ropa interior con manchas menstruales.[26]
- Helena: The Goldfish Blender, una exhibición del año 2000 de peces dorados vivos en licuadoras que los espectadores fueron invitados a encender, por Marco Evaristti.[27]
- Fucking Hell, una escultura de 2008 de Jake y Dinos Chapman que presenta nueve paisajes de pesadilla que muestran miles de figuras en miniatura de nazis pintadas a mano.[28][29]
- En 2007, Mark McGowan se comió un corgi en Londres para protestar contra la caza del zorro por parte del príncipe Felipe, duque de Edimburgo .[30][31]
- En 2008, durante las elecciones a la presidencia de Estados Unidos, el artista Apollo Braun exhibió en su entonces galería de arte de Nueva York una camiseta con el lema "¿Quién mató a Obama?" y más tarde, una camiseta con el lema "Obama es mi esclavo". Los dos conmocionaron al público y amenazaron de muerte al artista.[32][33][34][35]
- Forget Me Knot: En 2012, Sruli Recht documentó una cirugía/actuación única durante la cual un cirujano plástico extrajo una tira de piel de 110 mm x 10 mm de su abdomen mientras estaba despierto. El trozo de piel con el cabello fue curtido y montado en un anillo de oro de 24 quilates.[36]